# Pseudophasma urazi
Pseudophasma urazi är en insektsart som först beskrevs av Bolívar 1896.  Pseudophasma urazi ingår i släktet Pseudophasma och familjen Pseudophasmatidae. Inga underarter finns listade i Catalogue of Life.